# William Hare (2e comte de Listowel)
Pour les articles homonymes, voir William Hare.
William Hare,  (22 septembre 1801 - 4 février 1856), connu sous le nom de vicomte Ennismore de 1827 à 1837, puis 2e comte de Listowel, est un pair anglo-irlandais et membre du Parlement.

## Biographie
Il est le fils aîné de Richard Hare, vicomte Ennismore et de Catherine Bridget Dillon. William Hare (1er comte de Listowel), est son grand-père. Il est élu député whig de Kerry en 1826, poste qu'il occupe jusqu'en 1830. Il est nommé haut-shérif du comté de Cork en 1834. En 1837, il succède à son grand-père au comté mais il s'agit d'une pairie irlandaise qui ne lui donne pas un siège à la Chambre des lords. Pendant le ministère whig de Melbourne, il est vice-amiral de Munster et devient chevalier de l'ordre de Saint-Patrick en 1839. Il revient à la Chambre des communes en 1841, lorsqu'il est élu député whig de St Albans, une circonscription qu'il représente jusqu'en 1846. Au cours de la dernière partie de sa carrière, il participe au gouvernement Whig de Lord John Russell à la Chambre des Lords en tant que Lord-in-waiting, poste qu'il occupe sous les ordres du Peelite Lord Aberdeen.

## Famille
Lord Listowel épouse le 23 juillet 1831 Maria Augusta Windham, fille du vice-amiral William Lukin Windham. Il meurt en février 1856 à l'âge de 54 ans. Son fils aîné William Hare (3e comte de Listowel), lui succède. Lady Listowel est décédée en 1871. Ils ont :
- William Hare (3e comte de Listowel) (1833-)
- Richard, contre-amiral (1836-1903)
- Ralph, major (1838-1879)
- Hugh Henry, (1839-1927), épouse Georgiana Caroline, troisième fille du colonel Birnie Browne, de l'Artillerie du Bengale.
- Edward Charles (1842-4)
- Augusta Maria (d.1881) mariée au 4e comte de Carysfort
- Emily Catherine (d.1916) épouse John Wrixon-Becher
- Sophia Eliza (d.1912)
- Victoria Alexandrina (décédée en 1927) épouse Charles Anderson-Pelham (3e comte de Yarborough) et, en secondes noces, John M Richardson d'Edmundthorpe Hall.
- Adela Maria (d.1912) épouse le colonel Cuthbert Larking (d.1910) du 15e Hussars
- Eleanor Cecilia (d.1924) épouse le 1er baron Heneage (d.1922)